# Cantuaria gilliesi
Cantuaria gilliesi är en spindelart som först beskrevs av O. Pickard-Cambridge 1878.  Cantuaria gilliesi ingår i släktet Cantuaria och familjen Idiopidae. Inga underarter finns listade.